# Dębica (województwo lubelskie)
Dębica – wieś w Polsce położona w województwie lubelskim, w powiecie lubartowskim, w gminie Ostrówek. Wieś leży w północnej części gminy, ma powierzchnię 810 ha.
Wieś szlachecka położona była w drugiej połowie XVI wieku w powiecie lubelskim województwa lubelskiego. W latach 1975–1998 miejscowość administracyjnie należała do ówczesnego województwa lubelskiego.
Wieś stanowi sołectwo gminy Ostrówek. Według Narodowego Spisu Powszechnego z roku 2011 wieś liczyła 346 mieszkańców.
Wieś ta należała niegdyś do króla, jest to jedna z najstarszych miejscowości. Pierwsze wzmianki pochodzą z 1431 roku. Znana była pod nazwami Dobrowiczayka, Dambowycza, Dambicza, Dębice. Właścicielami oprócz króla Aleksandra Jagiellończyka były też znane rody szlacheckie: Ziółkowscy, Firlejowie, Ossolińscy, Sobiescy, Humienieccy, Małachowscy, Łubienieccy, Sierakowscy, Grodziccy.
Według Księgi Adresowej Polski z 1929 roku właścicielką ziemską była Janina Grodzicka posiadająca 244 ha ziemi. Do dziś dnia zachował się zespół dworsko-pałacowy z II połowy XIX wieku oraz kapliczka murowana z II połowy XIX wieku. Nazwa miejscowości związana jest od wieków z potężnymi dębami, które rosły w parku koło dworu. Obecnie fragment dworu zmieniono na budynek mieszkalny.
Dębica znana jest również z hodowli ryb.
Wierni Kościoła rzymskokatolickiego należą do parafii św. Stanisława w Czemiernikach.